# Взятышев, Виктор Феодосьевич
Виктор Феодосьевич Взятышев (1936—2016) — советский и российский учёный, доктор технических наук, профессор, академик РАЕН.
Стал соавтором научного открытия в области диэлектрических волноводов.

## Биография
Родился 9 августа 1936 года в селе Сюмси ныне Удмуртской республики в семье Феодосия Виссарионовича — инженера и Елены Тихоновны — домохозяйки.
В 1953—1959 годах обучался в Московском энергетическом институте на радиотехническом факультете, где остался работать до конца жизни. В 1958—1972 годах был лаборантом, инженером, ассистентом и доцентом кафедры «Основ радиотехники». В 1962 году защитил кандидатскую диссертацию, в 1970 году — докторскую. С 1972 по 1976 и с 1997 года являлся профессором этой кафедры. В период с 1976 по 1997 год заведовал кафедрой «Конструирования радиоаппаратуры» МЭИ. В 1986 году Виктор Взятышев инициировал создание в МЭИ Центра инженерного проектирования и семинара по инженерному проектированию. В 1988 году стал научным руководителем Центра инженерного проектирования, а с 1997 года — научным руководителем Исследовательского центра социальных технологий в инженерии и образовании.
Виктором Феодосьевичем подготовлены около 30 кандидатов и три доктора наук. Им поставлено более десятка авторских курсов, сделано около полутысячи четырёхсот публикаций, в том числе он является соавтором около 70 изобретений, некоторые из которых запатентованы за рубежом (выданы 5 иностранных патентов). Он работал во многих диссертационных советах, в экспертном совете Госкомизобретений СССР и в экспертном совете ВАК СССР.
В. В. Взятышев c 1993 года являлся членом Международной Академии наук высшей школы; с 1994 года был председателем Академического совета по инновационному образованию; с 1995 года — членом его президиума. С 1995 года — член Российской Академии естественных наук, с 1999 года — Международной Академии электротехнических наук.
Под его руководством были защищены 33 кандидатских и 3 докторских диссертации (д.т. н. Банков С. Е., д.т. н. Орехов Ю. И.)
Его ученики (к.т. н.): Рябов Б. И., Рябов Б. А., Раевский Г. П.(1986), Колдаев А. В.(1980), Подковырин С. Е., Крутских В. В.(2005), Владимиров С. В.(2009), Гайнулина Е. Ю.(2015) и др.
Умер 12 мая 2016 года в Москве.

## Заслуги
- Заслуженный профессор МЭИ.[3] «Заслуженный работник высшей школы Российской Федерации» (Указ Президента России от 29.07.2002).
- За весомый вклад в работу по методам микроволновой диагностики быстропротекающих процессов Взятышев был удостоен премии Правительства Российской Федерации 2015 года в области науки и техники.[4]
- За научное открытие был получен в 1970 году диплом с приоритетом от 1958 года, а также медаль им. П. Л. Капицы (1995).
- Был награждён медалями, почетными знаками Госкомвуза, Минрадиопрома и Минсвязи СССР.
- Общественная деятельность учёного отмечена наградами Президиума Российской Академии естественных наук: орденом «За вклад в развитие общества» (2006) и почетным знаком «Звезда Академии» (2011).